# Antidepresivo

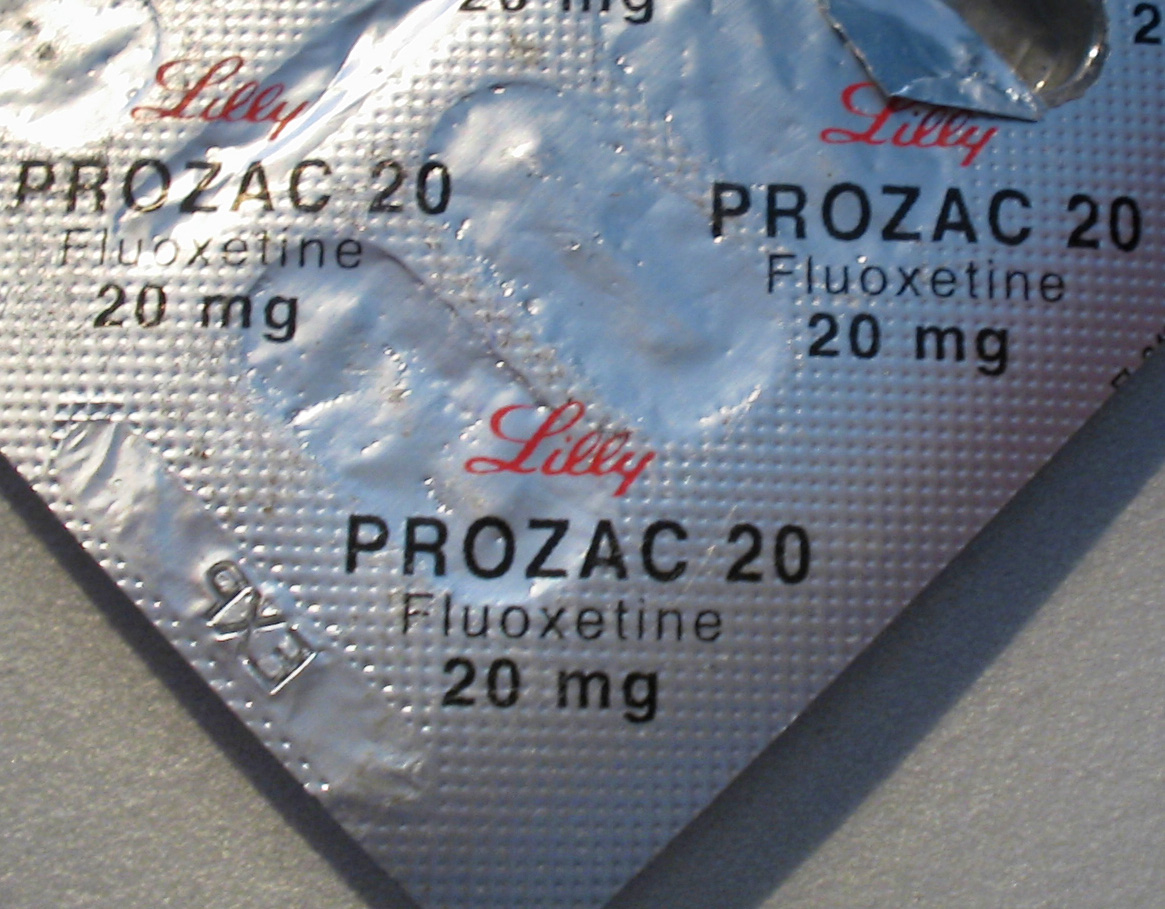
Envase del conocido antidepresivo Prozac.

Un antidepresivo es un medicamento psicotrópico utilizado para tratar la depresión, que pueden aparecer en forma de uno o más episodios a lo largo de la vida, diversos trastornos psicológicos, ciertos desórdenes de la conducta alimentaria y alteraciones del control de los impulsos.
Los efectos secundarios comunes de los antidepresivos incluyen boca seca, aumento de peso, mareos, dolores de cabeza, disfunción sexual y embotamiento emocional. Existe un mayor riesgo de pensamientos y comportamientos suicidas cuando los toman niños, adolescentes y adultos jóvenes. 
Los antidepresivos se dividen clásicamente en tres clases: los inhibidores de la monoaminooxidasa (IMAO), los tricíclicos, y los de segunda generación, muy recetados actualmente en psiquiatría por la menor cantidad y probabilidad de sufrir efectos secundarios, que actúan sobre la recaptación de uno o varios de los tres principales neurotransmisores que intervienen en la depresión, es decir, la serotonina, la noradrenalina (norepinefrina) y la dopamina. Para el tratamiento de otras patologías, como el insomnio o el dolor neuropático, las dosis son significativamente más bajas que las utilizadas para tratar la depresión clínica.

## Historia de los antidepresivos
El primer antidepresivo data de la década de 1950, la Iproniazida, diseñada inicialmente como fármaco antituberculoso. Fue en el tratamiento con estos pacientes con tuberculosis, cuando se observó que este fármaco presentaba un efecto elevador del ánimo. Nace así el primer antidepresivo, del grupo de los IMAOs.
Fue en 1957, cuando Kline y colaboradores, publican el primer estudio, que demuestra la eficacia de la iproniazida en pacientes depresivos no tuberculosos. Acababa de nacer el primer grupo de fármacos antidepresivos: los inhibidores de la mono amina oxidasa, conocidos como IMAO.
Poco más adelante, en 1958, se observó que la imipramina, un compuesto tricíclico inspirado en la estructura de las fenotiazinas y concebido como neuroléptico, mostraba una inesperada acción antidepresiva. La imipramina fue el primer representante de los antidepresivos tricíclicos, que bloquean en mayor o menor grado la recaptación de las aminas biógenas noradrenalina y serotonina.
Los fármacos antidepresivos de este grupo, fueron de elección durante un largo periodo de tiempo. Sin embargo, además de bloquear la recaptación de aminas, bloqueaban un gran número de receptores de neurotransmisores, lo que causaba muchas reacciones adversas, algunas de ellas de gravedad.
Es a partir de la mitad de la década de los 80 cuando son desarrolladas nuevas familias de fármacos más selectivos y que supusieron una auténtica revolución en el tratamiento de la depresión. Primero fueron los inhibidores selectivos de la recaptación de serotonina (ISRS), que presentaban una eficacia similar a la de los antidepresivos tricíclicos pero con un perfil de tolerabilidad mucho más favorable, por lo que ocuparon rápidamente el primer lugar en el tratamiento de los trastornos depresivos. A partir de entonces, la comercialización de nuevas moléculas, con mecanismos de acción muy diversos ha sido vertiginosa.

## Indicaciones
Aunque su indicación principal lo constituye el tratamiento de la depresión, estos fármacos tienen más usos, como pueden ser:
- Depresión.
- Algunos trastornos de ansiedad, como diferentes fobias o el trastorno obsesivo-compulsivo (TOC).
- Trastorno de la conducta alimentaria.
- Trastornos disfóricos premenstruales.
- Prevención de síndromes vasgovales en mujeres postmenopáusicas.
- Tratamiento de la dependencia del hábito tabáquico.
- Trastorno por estrés postraumático.
- Incontinencia urinaria de estrés.[2]

## Clasificación de fármacos antidepresivos

### Inhibidores selectivos de la recaptación de serotonina (ISRS)
Los ISRS aumentan los niveles extracelulares de serotonina al inhibir selectivamente su recaptación en la neurona presináptica, de modo que aumenta la serotonina en la hendidura sináptica.
Algunos ejemplos de ellos son: alaproclate, citalopram , etoperidona, escitalopram, fluoxetina, fluvoxamina, paroxetina, sertralina, zimelidina
Son eficaces para el tratamiento de la depresión, y además se prescriben para tratar: trastorno de ansiedad generalizada, crisis de pánico, ansiedad social, trastorno obsesivo-compulsivo, trastorno por estrés postraumático, tratamiento del síndrome disfórico premestrual y prevención de los síntomas vasovagales en postmenopáusicas.

### Inhibidores selectivos de la recaptación de dopamina (ISRD)
Los inhibidores selectivos de la recaptación de dopamina son fármacos antidepresivos que actúan inhibiendo la recaptación de la dopamina extracelular, por medio del bloqueo del transportador de la dopamina. Estos fármacos, permiten que la dopamina permanezca en el espacio sináptico por más tiempo, activando los receptores dopaminérgicos por un período más largo y normalizando los sentimientos de euforia, ira, adicción, amor, placer y orgasmo.
Son ejemplos de este grupo: amineptina, fenmetrazina, vanoxerina

### Inhibidores selectivos de la recaptación de noradrenalina (o norepinefrina) (ISRN)
Los ISRN inhiben selectivamente la recaptación del neurotransmisor noradrenalina, con muy pocos efectos adversos.
Su principal representante es la reboxetina. Cuya indicación principal es el tratamiento de la depresión, aunque se ha demostrado evidencia en el tratamiento del TDAH.Otros fármacos de este grupo son: atomoxetina, maprotilina, viloxazina

### Inhibidores de la recaptación de serotonina y noradrenalina (IRSN)
Los antidepresivos tricíclicos antiguos bloquean tanto los transportadores de serotonina como los de noradrenalina, pero ante una gran cantidad de efectos secundarios, en Estados Unidos, se han aprobado cuatro medicamentos sin estructura tricíclica que inhiben la recaptación de 5-hidroxitriptamina y noradrenalina para usarse en el tratamiento de la depresión, los trastornos por ansiedad y el dolor: la venlafaxina y sus metabolitos desmetilados, la desvenlafaxina y la duloxetina.
Además de emplearse para el tratamiento de la depresión, se indican en la incontinencia urinaria de estrés, trastornos de la conducta alimentaria, dolor crónico, trastornos disfóricos premenstruales y trastorno por estrés postraumático.
El principal representante es la venlafaxina. Otros fármacos del grupo son: duloxetina, milnaciprán, levomilnaciprán y desvenlafaxina.

### Inhibidores selectivos de la recaptación de dopamina y noradrenalina (IRDN)
El representante de este grupo es el bupropion. El bupropión está indicado para el tratamiento de depresión, la prevención de trastorno depresivo estacional y como medida terapéutica para dejar de fumar; tiene efectos sobre el electroencefalograma durante el sueño que son opuestos a los de la mayor parte de antidepresivos (no disminuye sueño REM)

### Antidepresivos tricíclicos (ATC)
Derivan del prototipo tricíclico imipramina y se caracterizan por inhibir en proporción variable la recaptación de noradrenalina y serotonina, y por bloquear receptores de diversas aminas biógenas, lo que contribuye a que muestren abundantes reacciones adversas. Aunque su uso ha disminuido, siguen mostrando contrastada eficacia.
Son fármacos de este grupo: amitriptilina, amoxapina, butriptilina, clomipramina, desipramina, dibenzepina, dosulepina, doxepina, imipramina, iprindol, lofepramina, melitracen, maprotilina, nortriptilina, opipramol, protriptilina, trimipramina

### Inhibidores de la monoaminooxidasa (IMAO)
Su acción es consecuencia de la inhibición de la MAO, que existe en dos formas: la forma A desamina preferentemente noradrenalina y serotonina, mientras que la forma B tiene como sustrato la dopamina. La tiramina es un sustrato común para ambas formas enzimáticas.
Los IMAO se utilizan en general cuando falla el tratamiento con los antidepresivos ISRS y otros antidepresivos. Los utilizados actualmente en clínica se clasifican en dos grandes grupos: a) irreversibles: tranilcipromina y b) reversibles: moclobemida y befloxatona (inhibidores de la isoforma A) y selegilina (inhibidor de la isoforma B).
Se consideran fármacos de primera elección en el tratamiento de depresiones atípicas y, sobre todo, de depresiones u otros trastornos psíquicos en los que el componente de ansiedad es importante: agorafobia y otras fobias, ataques de pánico, trastornos obsesivocompulsivos y disforia histeroide. Las indicaciones anteriores se refieren a los inhibidores no selectivos o selectivos para la forma A de la enzima. Los inhibidores selectivos de la forma B, sobre todo la selegilina, se utiliza cada vez más, en general asociada a L-dopa, en el tratamiento de la enfermedad de Parkinson.
Otros fármacos de este grupo son: brofaromina, harmalina, iproclozida, iproniazida, isocarboxazida, , nialamide, fenelzina, , toloxatona,

### Antagonistas e inhibidores de la recaptación de serotonina (AIRSs)
Estos fármacos actúan, por una parte inhibiendo la recaptación de Serotonina en las neuronas presinápticas y por otro lado como antagonistas de los receptores serotoninérgicos 5-HT2A y 5-HT2C, impidiendo que la serotonina actúe en ellos. Además presenta un efecto agonista en 5-HT1A.
Los fármacos de este grupo son: nefazodona, trazodona

### Antidepresivo noradrenérgico y serotonérgico específico (ANaSE)
Actúan antagonizando el Receptor adrenérgico alfa 2 y ciertos receptores de la serotonina, como el 5-HT2A, 5-HT2C, 5-HT3, 5-HT6 y 5-HT7. Mediante el bloqueo de los autorreceptores y heterorreceptores alfa 2 -adrenérgicos, estos antidepresivos mejoran la neurotransmisión adrenérgica y serotoninérgica Además, debido al bloqueo de los receptores de serotonina, la neurotransmisión serotoninérgica no se facilita en zonas no deseadas, lo que impide la incidencia de muchos efectos secundarios.
Son fármacos de este grupo: mirtazapina, aptazapina, esmirtazapina, setiptilina.

### Potenciadores selectivos de la recaptación de serotonina (PSRS)
Es un fármaco de este grupo: tianeptina. La tianeptina es un fármaco que posee propiedades como  antidepresivo, ansiolítico y estabilizador del estado de ánimo.
En los Estados Unidos se vende como suplemento dietético que favorece las capacidades intelectuales (nootrópico) ya que aumenta la concentración de dopamina, disminuyendo temporalmente la serotonina, haciéndolo conocido en el campo de la motivación y la memoria.

### Antidepresivos multimodales (Modulador-Estimulador de serotonina (MES) (MULTI)
Actúan simultáneamente modulando uno o más receptores de serotonina, al mismo tiempo inhiben la recaptación por el transportador de serotonina.
Agonista parcial del receptor 5ht1A: Vilazodona.
Agonista del receptor 5ht1A, agonista parcial del receptor 5ht1B, antagonista de los receptores 5ht1D, 5ht3, 5ht7: Vortioxetina

### Antagonista del receptor de NMDA.
- Ketamina y Esketamina.[8] Se indican para depresión y dolor crónico. Además son considerados antidepresivos de rápida acción.

## Agentes antidepresivos y algunas de sus marcas comerciales
| Principio activo | Grupo | Marcas comerciales                                                                           |
| ---------------- | ----- | -------------------------------------------------------------------------------------------- |
| Amitriptilina    | ATC   | Anapsique, Deprelio, Elavil, Tryptanol, Tryptizol, Un xen                                    |
| Bupropión        | IRDN  | Elontril, Wellbutrin, Zyban                                                                  |
| Citalopram       | ISRS  | Celexa, Cipramil, Prisdal, Seropram, Cipramil, Talohexane                                    |
| Dosulepin        |       | Dothapax, Prothiaden                                                                         |
| Duloxetina       | IRSN  | Cymbalta, Duxetin, Xeristar                                                                  |
| Escitalopram     | ISRS  | Cipralex, Esertia, Lexapro, Celtium, Ectiban, Ipran                                          |
| Fluoxetina       | ISRS  | Fluctin, Fludep, Fontex, Lovan, Prodep, Prozac, Reneuron, Sarafem, Antipres, Floxet, Foxetin |
| Fluvoxamina      | ISRS  | Dumirox, Faverin, Luvox                                                                      |
| Paroxetina       | ISRS  | Aropax, Paxil, Seroxat, Aroxat, Seretran, Mixegan                                            |
| Reboxetina       | ISRN  | Norebox, Edronax                                                                             |
| Sertralina       | ISRS  | Apo-Sertral, Asentra, Gladem, Lustral, Serlift, Stimuloton, Zoloft, Altruline, Sered         |
| Venlafaxina      | IRSN  | Dobupal, Vandral, Efexor                                                                     |
| Vilazodona.      | MULTI | Viibryd,                                                                                     |
| Vortioxetina     | MULTI | Trintellix, Brintellix                                                                       |

## Consideraciones terapéuticas
La depresión produce tal grado de sufrimiento y deterioro de las personas, que precisa un tratamiento adecuado. Los fármacos antidepresivos constituyen el principal pilar en al abordaje terapéutico de esta patología y, desde su aparición en la década de los cincuenta, han mejorado sustancialmente el pronóstico y la calidad de vida de los pacientes depresivos.
Sin embargo, a pesar de los grandes avances de la psicofarmacología y del gran número de fármacos comercializados, es relevante mencionar que todavía hay pacientes que no responden a ninguno de ellos ni a sus combinaciones. El hecho de que un fármaco sea efectivo en un paciente, no significa necesariamente que tenga que serlo en otro. La respuesta a un determinado fármaco es, por tanto, impredecible.
Una vez escogido el fármaco antidepresivo, debemos de saber, que casi siempre se produce un retraso terapéutico de unas tres a cuatro semanas. Sin embargo, este periodo puede variar de unos individuos a otros. Se considera que hay respuesta a un antidepresivo, cuando podemos medir una reducción de al menos un 50% de los síntomas depresivos que mostraba previamente el paciente.
Conviene destacar por tanto, la importancia de un tratamiento individualizado.
Si por el contrario, tras un periodo de ocho semanas con un antidepresivo, el paciente no responde al mismo, se debe cambiar de fármaco, al menos a otro del mismo grupo. Pero si la respuesta es parcial, puede optarse por añadir otro, combinando así varios antidepresivos.
Además del tratamiento farmacológico, existen otras formas de tratamiento, como son la psicoterapia o la terapia electroconvulsiva (TEC), reservada a pacientes refractarios, agitados, riesgo autolítico…etc
Los antidepresivos, no curan la depresión, ya que muchos de sus mecanismos etiopatogénicos, son todavía desconocidos. La función que presentar estos fármacos, es el tratamiento de la sintomatología de la depresión, así como la prevención de recaídas.

### Embarazo
La decisión de usar antidepresivos durante el embarazo se basa en el equilibrio entre los riesgos y los beneficios. En general, el riesgo de defectos congénitos y otros problemas para los bebés de madres que toman antidepresivos durante el embarazo es muy bajo. Aun así, se ha comprobado que pocos medicamentos son seguros durante el embarazo y ciertos tipos de antidepresivos se han asociado con un riesgo más alto de que los bebés tengan complicaciones.
Si se requiere el empleo de antidepresivos durante el embarazo, se tendrá cuidado e intentara minimizar la exposición del feto al fármaco. Para ello se revisará que antidepresivos son menos perjudiciales y se ajustará dosis, especialmente en el primer trimestre, momento donde hay mayor número de riesgos.
Se deben evitar ciertos tipos como son: paroxetina y los IMAOs.

## Mecanismos farmacológicos
Se cree que la acción antidepresiva se debe a la capacidad de estos fármacos de aumentar las monoaminas cerebrales (fundamentalmente serotonina y noradrenalina y, en algunos casos, también dopamina).
En el caso de los primeros antidepresivos (los inhibidores de la MAO), son responsables de bloquear la enzima monoaminooxidasa. La enzima monoaminooxidasa descompone los diferentes tipos de neurotransmisores del cerebro: norepinefrina, serotonina, dopamina y tiramina. Los IMAO inhiben la descomposición de estos neurotransmisores, lo que aumenta sus niveles y les permite continuar influyendo en las células que han sido afectadas por la depresión.
Los demás antidepresivos, tanto los clásicos tricíclicos, como los más nuevos, actúan inhibiendo los sistemas de recaptación de serotonina, noradrenalina y /o dopamina, manteniéndose éstas por más tiempo en las sinapsis neuronales. Aunque a diferencia de los nuevos, los antidepresivos tricicícos inhiben la recaptación de manera no selectiva, por lo que actúan entre otros sobre la serotonina, la noradrenalina y la dopamina.
El hecho de que exista un retraso entre el aumento de los niveles de aminas (que ocurre muy poco tiempo después de administrar el fármaco) y la mejora de los signos y síntomas de la depresión (aparece a las tres-cuatro semanas de haber iniciado el tratamiento), sugiere que el aumento de las monoaminas pone en marcha mecanismos de regulación a largo plazo que incluyen cambios en los receptores de neurotransmisores, incluso, como sugieren algunos trabajos recientes, aumento de la neurogénesis cerebral.

## Estrategias de tratamiento
En este párrafo hablaremos de las diferentes opciones terapéuticas que podemos emplear en aquellos casos en los que la respuesta obtenida, no sea la deseada.

### Sustitución
Las directrices de la Asociación Psiquiátrica Norteamericana del año 2000 para el tratamiento de pacientes con trastorno depresivo aconsejan que cuando no se obtenga respuesta con un antidepresivo después de seis a ocho semanas de tratamiento, se debe cambiar a otro, primero de la misma clase, y luego de una clase diferente.
En una serie de estudios abiertos conducidos por el Dr. Michael Thase de la Universidad de Pittsburgh se encontró que más de la mitad de los pacientes que no respondieron al primer antidepresivo, respondieron al segundo antidepresivo de la misma clase.
En el año 2002, en un estudio doble ciego, el mismo autor encontró beneficioso para los pacientes resistentes al tratamiento cambiar de un antidepresivo ISRS a uno tricíclico, o de un tricíclico a un ISRS.

### Asociación
En el caso de que un paciente no responda a un mismo antidepresivo, ni a la sustitución por otro; se puede recurrir a la asociación de varios antidepresivos entre sí o a la combinación de antidepresivos, con otros fármacos diferentes.
Todas estas actitudes terapéuticas, deben tomarse, teniendo siempre presente las posibles interacciones.

### Combinación con psicoterapia
Un estudio del año 2000 mostró que pacientes que tomaban nefazadona (Serzone) y acudían a sesiones de psicoterapia tuvieron una respuesta perceptiblemente mejor que aquellos que solo tomaban Serzone. El tratamiento de depresión mediante la psicoterapia asistida por psilocibina está siendo examinado. En 2018 la Food and Drug Administration (FDA) designó como Breakthrough Therapy a esta terapia con psilocibina para depresiones resistentes a los tratamientos y en 2019 para trastorno depresivo mayor.

### Combinación con terapia electroconvulsiva
Para casos refractarios, con fracasos con la medicación antidepresiva, y en aquellos en los que la clínica del trastorno depresivo puede llegar a presentar intentos autolíticos.

## Prevención de recaídas
En el año 2003 un metaanálisis de 31 ensayos de antidepresivos controlados con placebo encontró que el tratamiento continuado con antidepresivos redujo en un 70% el riesgo de recaídas en depresiones graves. Por su parte, la Asociación Americana de Psiquiatría aconseja en el caso de depresiones graves, que el tratamiento con antidepresivos se prolongue por varios meses después de la desaparición de los síntomas. En los pacientes con antecedentes de episodios depresivos graves, la Asociación Británica de Psicofarmacología recomienda mantener un antidepresivo al menos por seis meses, y hasta tanto como cinco años o incluso indefinidamente.

## Hábito y dependencia
Se piensa que los antidepresivos no producen hábito, aunque la supresión brusca puede causar efectos adversos. Los antidepresivos crean pocos o ningún cambio inmediato en el estado de ánimo y requieren normalmente varias semanas para comenzar a tener efecto. Los antidepresivos no tienen las mismas características adictivas de otras sustancias, como la nicotina, la cafeína, y otros estimulantes. Sin embargo, existe controversia sobre la definición de la adicción en el caso de los antidepresivos. Algunos autores argumentan que los antidepresivos no cumplen los requisitos generalmente aceptados para esa definición. Aunque determinados antidepresivos pueden originar síntomas de privación (síndrome de abstinencia) al retirarlo, no acostumbran a producir impulsos de volver a las dosis anteriormente tomadas. A fin de evitar esos síntomas de privación, se disminuye lentamente la dosis en un periodo de varias semanas.
No deben tomarse en ningún caso antidepresivos sin prescripción médica. La selección de un antidepresivo y de la dosis adecuada para un determinado caso y una persona específica, es un proceso largo y complicado que requiere el conocimiento de un profesional. Algunos antidepresivos pueden empeorar inicialmente la depresión, incluso con pensamientos de suicidio, así como inducir ansiedad o crear agresividad. En ciertos casos, un antidepresivo puede provocar también un cambio en la forma de manifestarse la depresión originando manías e hipomanías, acelerar el patrón de ciclos de estados de ánimo altos y bajos, o inducir el desarrollo de una psicosis en un paciente con depresión que no era psicótico antes de tomar el antidepresivo.

## Opioides
Por mucho tiempo se ha conocido al opio como antidepresivo. Varios opioides se usaron como antidepresivos ocasionales hasta mediados de los años 1950, época en que dejaron de utilizarse de forma definitiva debido a su naturaleza adictiva, a su perfil de efectos secundarios, y, sobre todo, a la aparición de los primeros medicamentos antidepresivos.
Hoy en día, el uso de los opioides en el tratamiento de la depresión es un enorme tabú en el campo médico, debido su asociación con el abuso de la droga. En consecuencia, la investigación ha progresado de manera muy lenta.
Un reducido estudio clínico, llevado a cabo en la escuela de medicina de Harvard en 1995, demostró que la mayoría de los pacientes con depresión mayor, monopolares, no-psicóticos y refractarios al tratamiento, podían ser tratados con éxito con un medicamento opioide llamado buprenorfina.

## Ácido gama hidroxibutírico
Algunos investigadores han usado el ácido gama-hidroxibutírico (GHB) como antidepresivo. Claude Rifat, un biólogo francés, condujo investigaciones sobre el potencial antidepresivo de esta substancia. Rifat notó que el GHB no produjo los efectos de bloqueo emocional causados en ocasiones por los antidepresivos convencionales, sino que, por el contrario, intensificaba las sensaciones agradables y de gratificación en el paciente, a la vez que resultaba eficaz contra la depresión. Sin embargo, el GHB ha sido prohibido por las autoridades sanitarias, a excepción de su uso como tratamiento para la narcolepsia bajo estricta supervisión facultativa.

## Medicinas alternativas
Los tratamientos alternativos para la depresión, tales como los remedios herbales, por ejemplo, la hierba de San Juan (Hypericum perforatum), el derivado de aminoácidos SAM y altas cantidades de ácido graso omega 3 podrían disminuir los efectos de la depresión. Una revisión de 29 estudios internacionales realizada en 2008, mostró que la hierba de San Juan puede ser mejor que un placebo y tan efectiva como los diferentes antidepresivos estándar, para la depresión leve a moderada.

## Efectos secundarios
Los efectos adversos se manifiestan como reacciones de cierta importancia hasta en el 5% de los pacientes. Los antidepresivos tricíclicos son los que producen más reacciones adversas mientras que los ISRS y los nuevos antidepresivos son mejor tolerados y tienen menos riesgo de intoxicación. No todas las personas reaccionan de igual forma y no todas sufren los efectos secundarios de la misma manera y en el mismo grado.
La incapacidad para tolerar esos efectos es la causa más común de la suspensión de un antidepresivo, aunque resulte eficaz.
La mayoría de los efectos secundarios disminuyen durante las primeras semanas; pero como el efecto beneficioso es lento en aparecer, será necesario extremar el apoyo durante la primera etapa para asegurar el cumplimiento del paciente. En ocasiones, en especial si hay depresión bipolar, los antidepresivos pueden desencadenar un estado maníaco.

### Anticolinérgicos
Los efectos anticolinérgicos son muy apreciables en el caso de los tricíclicos con amina terciaria, y algo menos en los de amina secundaria. Se debe al bloqueo muscarínico, tanto periférico (sequedad de boca, retención urinaria, estreñimiento y visión borrosa) como central (desorientación, delirios y alucinaciones). Puesto que a veces la depresión puede cursar con alguno de los síntomas periféricos, en ocasiones es difícil distinguir entre los síntomas somáticos de la depresión y los efectos secundarios de los antidepresivos.
Se ha descrito, sobre todo en los ISRS, que algunos sujetos refieren embotamiento en las habilidades intelectuales, así como un "aplanamiento afectivo" residual en el tratamiento. El mecanismo por el que se produce es desconocido. Se hace referencia a este efecto adverso, con el tratamiento prolongado. Este efecto es difícil de medir, ya que en algunos casos, es difícil de distinguir de la sintomatología de la depresión

### Cardiovasculares
En relación con los efectos cardiovasculares, los tricíclicos producen hipotensión postural, palpitaciones y taquicardia, aunque también puede aparecer depresión directa del miocardio. La hipotensión postural deriva del bloqueo de los receptores alfa1-adrenérgicos, mientras que la taquicardia se produce como consecuencia del bloqueo de la recaptación de noradrenalina y del efecto antimuscarínico. Es prudente realizar un electrocardiograma antes de iniciar el tratamiento. La hipotensión postural y la producción de arritmias pueden limitar gravemente el uso de antidepresivos, sobre todo en pacientes con trastornos cardíacos. Son preferibles en estos casos los ISRS o los nuevos antidepresivos, con los que en principio los efectos secundarios de índole cardiovascular son mucho menos graves.
Los inhibidores de la monoaminooxidasa (IMAO) pueden producir una reacción hipertensiva peligrosa, incluso potencialmente letal, si se toman con alimentos que contengan altos niveles de tiramina, tales como los quesos maduros, carnes curadas o extractos de levadura. De igual forma, entraña riesgos serios la toma de determinados medicamentos de prescripción médica y también de fármacos de venta libre.

### En el sistema nervioso central
Como reacciones en el SNC, la sedación es un efecto central que puede ser beneficioso o indeseable, según el caso, y que puede deberse a la acción bloqueadora sobre receptores alfa1-adrenérgicos e histamínicos (H1). Es muy visible en el caso de los tricíclicos de amina terciaria y, dentro de los nuevos antidepresivos, en el caso de la mirtazapina y trazodona. Aparece con cierta frecuencia un temblor persistente de manos y cabeza, que mejora en ocasiones con propranolol. Los tricíclicos también pueden llegar a producir crisis convulsivas al rebajar el umbral necesario para que tenga lugar la descarga; con bupropión y maprotilina el riesgo puede ser elevado.
La precipitación de la fase maníaca en personas con depresión bipolar es, además, relativamente frecuente en el tratamiento antidepresivo. También pueden aparecer estados de confusión y problemas de pérdida de memoria, sobre todo en personas de edad avanzada.

### Sueño
Prácticamente todos los antidepresivos principales suprimen la fase REM (Rapid Eye Movement) del sueño. De hecho, se ha propuesto que la eficacia clínica de estos medicamentos deriva en gran parte de sus efectos supresores sobre el sueño REM, considerando estos efectos, una forma de medir si ha habido respuesta o no del fármaco. Los IMAO suprimen de forma completa el sueño REM, en tanto que los ATC y los ISRS han evidenciado que lo suprimen en menos medida y alargan su latencia.
En otros antidepresivos como el Bupropion, se observó que se incrementó significativamente la proporción de sueño REM y acortó su latencia. Respecto al sueño de ondas lentas, se describe un déficit del mismo. Por otra parte, un efecto secundario que se da con frecuencia en la mayoría de los antidepresivos es el aumento de los sueños vívidos, incluso la pesadillas.

### Cambio de peso
El aumento de peso es característico de los tricíclicos. Los ISRS suelen producir inicialmente anorexia y pérdida de peso, pero es un efecto pasajero.

### Efectos en el tracto digestivo
Descritos en la mayoría de antidepresivos. Provocan con frecuencia molestias gastrointestinales, en forma de dispepsia, aunque pueden incluir náuseas, diarreas y vómitos.

### Sexuales
La disfunción sexual es un efecto secundario común, especialmente con los ISRS. Se ha descrito disfunción eréctil, anorgasmia, así como retraso en la eyaculación. Estos defectos pueden ser más prominentes con la Paroxetina. Además de los SIRS, también se describen en ATC, IRSN e IMAOs.
En muchos casos, el bupropión, un inhibidor de recaptación dual (NE y DA), produce un incremento moderado de la libido, debido al aumento de la actividad dopaminérgica. Este efecto también se observa con los inhibidores de la recaptación de la dopamina, los estimulantes del sistema nervioso central y los agonistas de la dopamina. Este mecanismo se debe al aumento de la producción de testosterona (causada por la inhibición de la prolactina) y un aumento de la síntesis del óxido nítrico. Se ha demostrado que la apomorfina, la nefazodona y la nitroglicerina reparan alguna disfunción sexual gracias al aumento de la actividad de óxido nítrico. Se ha comunicado que los IMAO tienen la menor cantidad de efectos negativos sobre la función sexual y la libido, particularmente la moclobemida. Se ha informado que el betanechol combate la disfunción sexual inducida por IMAO mediante sus propiedades de agonista colinérgico, es decir, estimulando la función de la acetilcolina. La Vilazodona y la Vortioxetina en su mecanismo de acción siendo agonista parcial del receptor 5Ht1A es el antidepresivo que menos efectos adversos produce sobre la esfera sexual.

### Aumento de riesgo autolítico
En un análisis de registros de salud de más de 65 000 pacientes que recibieron diferentes tipos de tratamiento farmacológico para la depresión, no se encontraron indicios de aumentos de suicidios o intentos de suicidio. Una observación relevante sobre este punto es un incremento de suicidios que ocurrió en niños y adolescentes luego de que las autoridades reguladoras en Estados Unidos y Europa emitieron advertencias de salud públicas respecto de una posible relación entre antidepresivos e ideación y actos suicidas, quizá debidos a la reducción del uso de antidepresivos en estas poblaciones de pacientes tras la advertencia mencionada. La mayoría de los clínicos está de acuerdo en que para los individuos con depresión grave, el riesgo de no recibir un antidepresivo eficaz sobrepasa al riesgo de no ser tratado.

### Manía inducida por antidepresivos
Un fenómeno conocido como el “cambio” de un episodio de depresión a uno maniaco o hipomaniaco (Goldberg y Truman, 2003), un desafío significativo en el tratamiento de la enfermedad bipolar. Por esta razón, no se recomiendan antidepresivos como monoterapia para la enfermedad bipolar. Sin embargo, los pacientes con dicho padecimiento pueden presentar episodios depresivos profundos tempranos en el transcurso de su enfermedad. Es menos probable que los inhibidores selectivos de recaptación de serotonina y el bupropión produzcan el “cambio” de depresión a manía que los antidepresivos de otras clases farmacológicas.

### Síndrome de retirada
Se deben a los efectos serotoninérgicos y se produce cuando se retira o disminuye bruscamente la dosis del antidepresivo que causa la inhibición de la recaptación de dicho neurotransmisor
Los síntomas se dividen en:
- Somáticos: como desequilibrio, gastrointestinales (náuseas, vómitos), síntomas gripales (fatiga, mialgias, escalofríos), trastornos sensoriales (parestesias, calambres) y trastornos del sueño (insomnio, pesadillas).
- Psicológicos como ansiedad, agitación, irritabilidad, bradipsiquia, problemas de memoria, alteración de la atención, hipomanía y alteraciones visuales

Las principales características del síndrome de descontinuación son: a) los síntomas no son atribuibles a otra causa; b) se produce al suspender el fármaco, en períodos de cumplimiento intermitente y, menos frecuentemente, al reducir la dosis; c) puede durar hasta 4 semanas, y d)mejora al reinstaurar el fármaco o al sustituirlo por otro con igual mecanismo de acción.

### Otras
Se ha descrito asimismo exceso de sudoración y otras reacciones más específicas, como hepatitis alérgica, erupciones dérmicas o fotosensibilidad.

### En español
- Antidepresion.com
- Eutimia
- MedlinePlus
- Psicofarmacología en línea
- Sociedad Española del Dolor (SED)

### En inglés
- A Brief History of Depression of the 1950s
- Treating Depression - Antidepressant Drugs
- Creation of New Neurons Critical to Antidepressant Action in Mice
- Do Antidepressants Cure or Create Abnormal Brain States? - Article by Joanna Moncrieff and David Cohen in PLoS Medicine
- NIH Expert Panel Report on the Reproductive and Developmental Toxicology of Prozac (Fluoxetine)
- NIH Monograph on the Potential Human Reproductive and Developmental Effects of Prozac (Fluoxetine)
- American Psychiatric Association 2000 Practice Guideline for the Treatment of Patients with Major Depressive Disorder
- Children and Medication - A Multimodal Presentation
- British Association for Psychopharmacology - 2000 Evidence Based Guidelines for Treating Depressive Disorders with Antidepressants
- The Good Drug Guide: New Mood-Brighteners and Antidepressants
- Review of "The Anti-Depressant Solution" by Peter Glenmullen Archivado el 14 de junio de 2006 en Wayback Machine.
- Video of Loren Mosher, MD
- The Antidepressant Web of Charles Medawar
- Joanna Moncrieff: Evidence Base for Older Antidepressants is Shaky Too
- Introduction to Let Them Eat Prozac by David Healy
- An Information Leaflet from the Royal College of Psychiatrists

- Datos: Q76560
- Multimedia: Antidepressants / Q76560